# Kania Wąskotorowa
Kania Wąskotorowa – zlikwidowany przystanek stargardzkiej kolei wąskotorowej w Kani, w województwie zachodniopomorskim, w Polsce. Przystanek został zamknięty 10 czerwca 2001 roku.